# Fissurina rubiginosa
Fissurina rubiginosa är en lavart som först beskrevs av Fée, och fick sitt nu gällande namn av Staiger. Fissurina rubiginosa ingår i släktet Fissurina och familjen Graphidaceae.   Inga underarter finns listade i Catalogue of Life.